# De astromanen
Tom Poes en de astromanen of kortweg De astromanen is het 127ste verhaal uit de Bommelsaga, geschreven en getekend door Marten Toonder. Het verhaal verscheen voor het eerst op 28 maart 1969 en liep tot 4 juli 1969.
Het centrale thema is het besturen der sterren. Professor Sickbock speelt in dit Bommelsaga-verhaal geen kwaadaardige rol, in tegenstelling tot de meeste andere verhalen waarin hij meedoet. 

## Samenvatting
De tovenaar Hocus Pas laat Sickbock een apparaat voor hem bouwen om de sterren mee te besturen. Uiteraard wil Hocus Pas meer dan dat: hij wil iederéén besturen. 
Opvallend genoeg vraagt Sickbock algauw aan heer Bommel om het apparaat uit te zetten. Het blijft onduidelijk waarom hij dit zelf niet doet. Deze eerste poging gaat niet door, waarna er allerlei vreemde toestanden volgen. Later vraagt de professor het nog eens aan Tom Poes, die het echter ook niet lukt. Uiteindelijk is het toch heer Bommel die het apparaat uitschakelt, zodat alles weer normaal wordt.

## Hoorspel
- De astromanen in het Bommelhoorspel